# Fritz Schwab
Erich Arthur Fritz Schwab (Berlín, 31 de diciembre de 1919 - † 24 de noviembre de 2006) fue un atleta suizo aunque nacido en Alemania, especializado en marcha atlética.
Ganó la medalla de bronce en la especialidad de 10 kilómetros marcha en los Juegos Olímpicos de Londres de 1948. Cuatro años más tarde,en 1952, subió de nuevo al podio en los Juegos Olímpicos de Helsinki, consiguiendo esta vez la medalla de plata.
Su mejor marca personal en la distancia de los 10 km marcha fue de 44:44,8 conseguida en el año 1939.
Fritz Schwab ganó también una medalla de oro en el Campeonato Europeo de Atletismo de 1950, una medalla de plata en el Campeonato Europeo de Atletismo de 1946 y terminó octavo en el Campeonato Europeo de Atletismo de 1954, siempre en la distancia de 10 kilómetros marcha.
Hijo del también marchador olímpico Arthur Tell Schwab, que participó en los 10 km marcha en los Juegos Olímpicos de París de 1924 (5º puesto), en los de 50 km de los Juegos Olímpicos de Los Ángeles de 1932 (no terminó) y en los de 50 km de los Juegos Olímpicos de Berlín de 1936 (2º puesto, plata).